# Ángel Gutiérrez Maestro
Ángel Gutiérrez Maestro (Sant Pere Sallavinera,1921 - Manresa, 22 de Juny 1988) conegut popularment com El Guti, fou un notable pintor manresà de tendències impressionistes que cultivà sobretot la temàtica paisatgística.
Nascut a Sant Pere Sallavinera (Anoia) la família es traslladà a Manresa i de ben jovenet, mostrà interès per la pintura. Va freqüentar l'Escola d'Arts i Oficis de Manresa i va aprendre els coneixements bàsics sota el mestratge d'Evarist Basiana. Més tard, va estudiar a l'Escola de Belles Arts de Barcelona i completà la seva formació a França, on sojornà una temporada i va exhibir les seves obres als Salons des Artistes Meridioneaux i dels Artistes Occitans.
De retorn a la capital del Bages, fou popular per la seva bohèmia a flor de pell. Va formar part del Cercle Artístic de Manresa i va participar en nombrosos certamens i esdeveniments culturals de la ciutat, però conservant sempre una personalitat individualista i solitària, que es va accentuar amb el pas dels anys.
Va conrear un Plenairisme de traç àgil i espontani, amb preferència pels paisatges oberts, que sovint plasmava al llenç d'una atacada, assegut sobre una pedra,sense ni tan sols plantar el cavallet. Va alternar diverses tècniques com l'Aquarel·la, el pastel i les tintes, però va reeixir sobretot en la Pintura a l'oli.
D'ençà del 1939 va exhibir la seva obra en nombroses mostres col·lectives. Pintor de vaporositats i de paisatges ingràvids, el 1946 realitzà la seva primera exposició individual a la Sala Vergé de Manresa. Va participar en nombrosos salons i biennals de la ciutat i fou premiat en concursos d'arreu de Catalunya, També il·lustrà algunes portades de la revista Bages. La seva obra defuig el realisme acadèmic i es recrea en l'exaltació d'intenses masses cromàtiques que redueixen les formes a purs elements plàstics. La seva preocupació fonamental era la llum, copsada a través de contrastos accentuats entre colors complementaris i pinzellades soltes.
La seva trajectòria fou distingida amb la medalla d'or del Cercle Artístic de Manresa. Actualment les seves obres es troben repartides en diverses col·leccions privades, al Museu Comarcal de Manresa, i en altres països com Dinamarca, França, Veneçuela i Martinica.
L'any 1989 la capital del Bages va dedicar-li una exposició pòstuma d'homenatge a la Sala d'Exposicions de l'Obra Cultural de la Caixa de Manresa.